# Dave Brubeck
David "Dave" Warren Brubeck (Concord, 6 de dezembro de 1920 – Norwalk, 5 de dezembro de 2012) foi um pianista de jazz norte-americano. Reconhecido como um gênio em sua área, ele compôs vários jazz standards, incluindo "In Your Own Sweet Way" e "The Duke".

## Biografia
Vindo de uma família musical, Dave Brubeck começou a aprender piano aos 4 anos de idade com sua mãe e violoncelo aos 9. Ele tinha um gênio muito forte. 
Brubeck não era muito interessado em aprender por métodos, simplesmente queria compor suas próprias melodias e por isso nunca aprendeu a ler partituras. Ele evitava aprender a ler durante as aulas de piano de sua mãe, alegando dificuldade de visão. Na faculdade, Brubeck quase foi expulso do curso, quando um de seus professores descobriu que ele não sabia ler partituras. Muitos outros professores o defenderam apontando seu talento em contraponto e harmonia, mas a escola continuou com medo de que isso pudesse causar um escândalo, e só concordou em lhe dar o diploma se ele concordasse em nunca dar aulas de piano.
Após se formar em 1942 na University of the Pacific em Stockton, Califórnia, ele ingressou no exército e serviu na tropa de George Patton durante a Batalha do Bulge em Ardennes, lá ele conhece Paul Desmond. 
Estudou com o compositor francês Darius Milhaud e criou seu quarteto em 1951. Após o estudo com Milhaud, iniciou um octeto com a participação de Cal Tjader e Paul Desmond. Após uma primeira decepção, fundou um trio com dois dos antigos membros (sem Desmond). Finalmente fundou o The Dave Brubeck Quartet, com Joe Dodge, Bob Bates e Paul Desmond.
A gravação de Take Five, uma composição de Desmond, em 1959, transformou o quarteto num campeão de vendagens da época. O álbum continha somente composições inéditas, sendo que quase todas tinham uma métrica impar, entre elas estavam os clássicos Take Five e Blue Rondo à la Turk. A propósito, entre Brubeck e Desmond viria a se desenvolver, com o passar dos anos, um entrosamento quase telepático.
No meio dos anos 50 Bates e Dodge foram substituídos por Eugene Wright e Joe Morello. O quarteto desfez-se em 1967 e Brubeck continuou a tocar com Desmond e fez gravações com Gerry Mulligan. Brubeck tinha admiração por Duke Ellington e pela música erudita. 
Seu quarteto atual inclui o saxofonista e flautista Bobby Militello, o baixista Michael Moore (que substituiu Alec Dankworth), e o seu baterista de longa data Randy Jones e trabalhou recentemente com a London Symphony Orchestra.
O músico faleceu em 5 de Dezembro de 2012, no hospital de Norwak, em Connecticut, vítima de uma parada cardíaca, na véspera do seu 92o. aniversário.

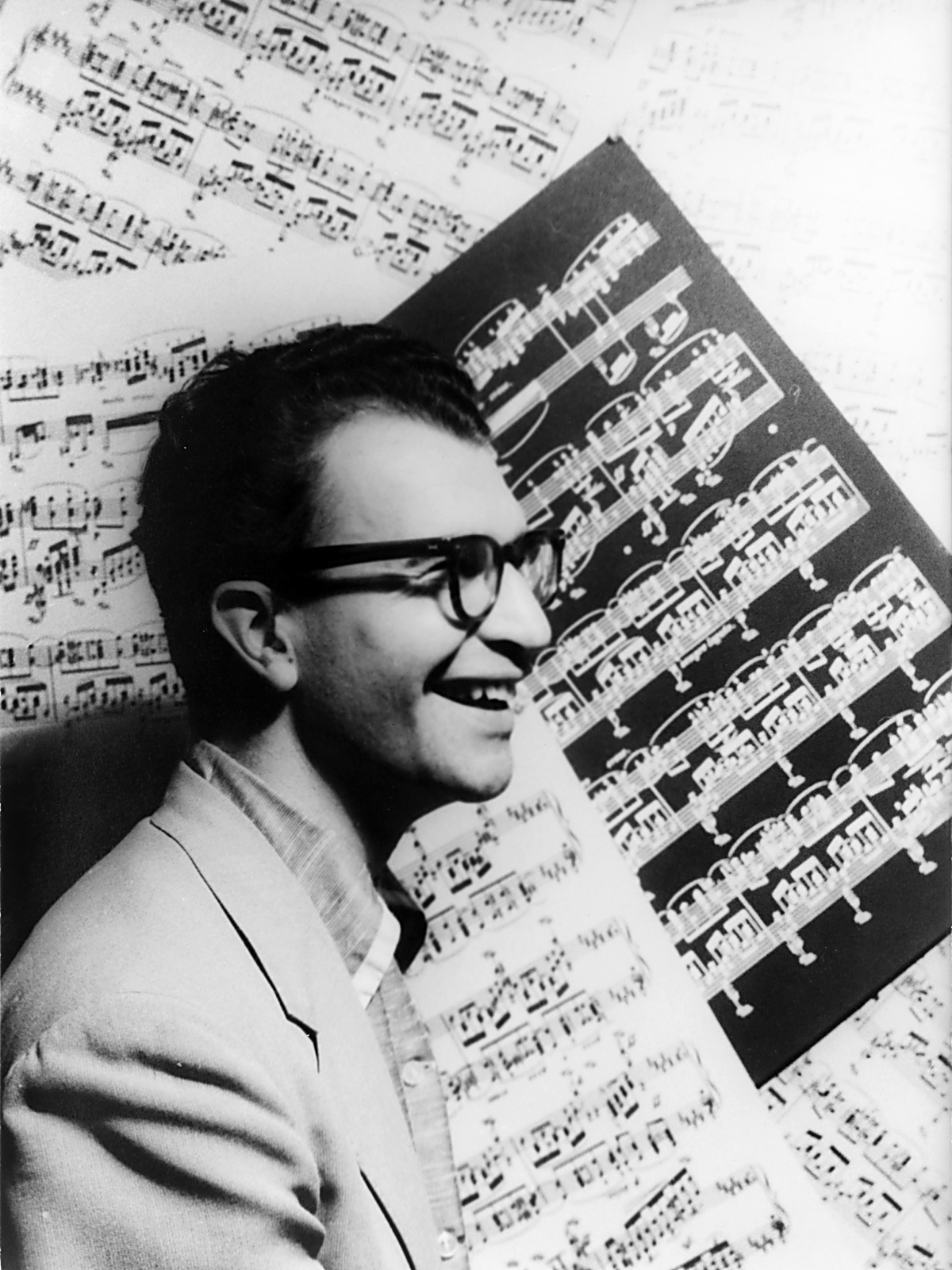
Em 1954

## Discografia
- 1949: Brubeck Trio with Cal Tjader (Fantasy)
- 1952: Jazz at the Blackhawk [live]	(Fantasy)
- 1952: Jazz at Storyville [live] (Fantasy)
- 1953: Jazz at the College of the Pacific [live] (Fantasy/OJC)
- 1954: Jazz Goes to College [live] (Columbia)
- 1957: Jazz Goes to Junior College [live] (Columbia)
- 1959: Gone With the Wind (Columbia/Legacy)
- 1959: Time Out (Columbia/Legacy)
- 1961: Time Further Out (Columbia/Legacy)
- 1962: Countdown: Time in Outer Space (Columbia)
- 1963: N.Y.C., Carnegie Hall, February 22, 1963 [live](Columbia)
- 1963: The Dave Brubeck Quartet at Carnegie Hall [live]	(Sony)
- 1967: Compadres (Columbia)
- 1967: The Last Time We Saw Paris [live]	 	(Columbia)
- 1968: Adventures In Time (Columbia)
- 1969: The Gates of Justice (Decca)
- 1970: Live at the Berlin Philharmonie (Columbia/Legacy)
- 1975: Brubeck & Desmond: Duets (1975) (A&M)
- 1975: 1975: The Duets (Horizon)
- 1981: Paper Moon (Concord Jazz)
- 1996: A Dave Brubeck Christmas (Telarc Jazz)
- 2003: Park Avenue South [live] (Telarc)
- 2003: Brubeck in Chattanooga (Choral Arts Society of Chattanooga)
- 2004: Private Brubeck Remembers	(Telarc)
- 2005: London Flat, London Sharp	(Telarc)